# Pluckley
Pluckley är en ort och civil parish i grevskapet Kent i sydöstra England. Orten ligger i distriktet Ashford, cirka 9 kilometer nordväst om Ashford. Tätorten (built-up area) hade 352 invånare vid folkräkningen år 2021.